# Rio Conţeşti
O Rio Conţeşti é um rio da Romênia, afluente do Siret, localizado no distrito de Bacău.